# Prologue et autres textes
Pour les articles homonymes, voir Prologue.
Prologue & autres textes est un recueil de plusieurs textes courts écrits par Bernard-Marie Koltès, et publiés de manière posthume en 1991.

## Résumé
Le livre se décompose en trois grandes parties. La première est une longue nouvelle fragmentée, intitulée Prologue, qui montre la naissance et l'évolution d'un personnage appelé Mann. Ce texte n'est ni réellement une pièce de théâtre, comme Koltès a l'habitude d'en faire, ni un roman. La vie de Mann est racontée par les différentes personnes qui l'ont côtoyé durant toute sa vie : depuis le premier texte appelé Nom de l'Homme, jusqu'au dernier intitulé Hymne au battement éternel, qui se veut être une métaphore de l'éternité.

On trouve ensuite deux nouvelles, ainsi qu’une série de courts textes en toute fin de recueil qui se nomment Out et Home. 

## Analyse
Les différents textes se découpent en trois grandes parties. Le premier est un long récit, qui retrace l’histoire d’un homme d’abord sans nom, puis que l’on nomme Mann ; ensuite, il s’agit de retracer son histoire et sa rencontre avec un certain Ali. Le metteur en scène Muriel Pascal rappelle l'importance du soliloque dans Prologue ainsi que dans la totalité de l'œuvre de Koltès, et à quel point celle-ci est récurrente.
Ce premier long texte était à l'origine le début d'un roman que Koltès projetait d'écrire, cependant sa rédaction a été interrompue à cause de divers projets théâtraux : Tabataba, Dans la solitude des champs de coton et Roberto Zucco.